# Daniel Escalona
Pour les articles homonymes, voir Escalona (homonymie).
Daniel Escalona (né le 4 février 1982) est un footballeur international arubais.